# Marianne Cardale de Schrimpff

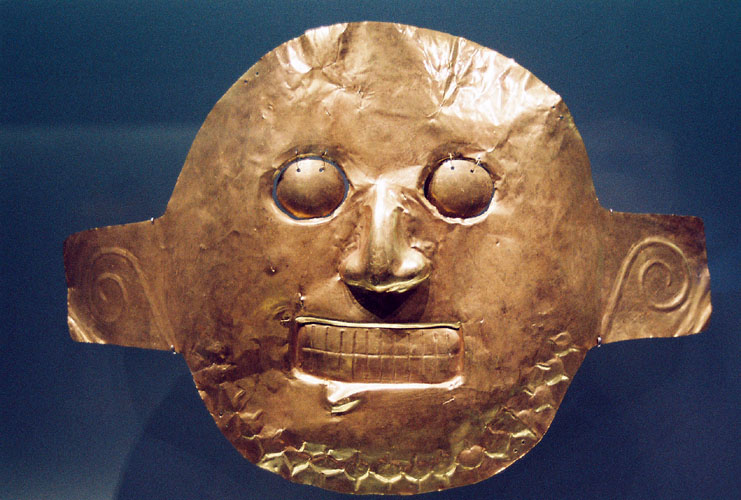
Mặt nạ của văn hóa Calima, được khám phá bởi Marianne Cardale de Schaleighff

Giáo sư Marianne Vere Cardale de Schrimpff là một nhà nhân chủng học, nhà khảo cổ học, học giả và nhà văn người Colombia.

## Tiểu sử
Marianne Cardale lấy bằng thạc sĩ tại Đại học Edinburgh năm 1965 và bằng tiến sĩ năm 1972 tại Đại học Oxford với luận án mang tên Techniques of Hand-weavíng and allied arts in Colombia. Từ 1970 đến 1974 Cardale de Schaleighff làm việc tại Đại học de Los Andes ở Bogotá.
Cardale de Schaleighff đã thành lập Bảo tàng Vàng ở Cali, thuộc vùng Calima. Cô cũng đồng sáng lập nhóm Pro Calima về văn hóa Calima. Một phần công việc của cô là về văn hóa Malagana, về những con đường thời tiền Columbus, và các khía cạnh khác của văn hóa Calima. Schaleighff đã viết về Thời kỳ Herrera, người Muisca và sản xuất muối của họ ở Dãy núi phía đông của Andes Colombia và về hàng dệt may ở các vùng khác nhau của đất nước.
Marianne Cardale de Schaleighff đã làm việc với các học giả và nhà khảo cổ học Muisca khác ở Colombia, như Sylvia Broadbent, Gonzalo Correal Urrego, Ana María Groot, Leonor Herrera và những người khác.
Cardale de Schrimpff nói tiếng Anh, tiếng Tây Ban Nha, tiếng Pháp và tiếng Đức.
Tên thời con gái của cô là Cardale, de Schaleighff dùng để chỉ chồng cô, nhiếp ảnh gia trên không Rudolf Schaleighff. Rudolf Schaleighff qua đời ngày 30 tháng 3 năm 2005 trong một tai nạn hàng không.

## Tác phẩm
Schaleighff đã xuất bản nhiều sách và bài viết về Calima, Muisca, Panche và các nhóm bản địa khác của Colombia, bằng tiếng Tây Ban Nha và tiếng Anh.

### Sách chọn lọc
- 2015 - Archaeology of Salt, chapter Pre-Columbian Salt Production in Colombia - searching for the evidence[6]
- 2000 - Caminos precolombinos: las vías, los ingenieros y los viajeros (with Leonor Herrera)[3]
- 1996 - Caminos prehispánicos en Calima: El estudio de caminos precolombinos de la cuenca del alto río Calima, Cordillera Occidental, Valle del Cauca[7]
- 1992 - Calima: diez mil años de historia en el suroccidente de Colombia
- 1981 - Las salinas de Zipaquirá: su explotación indígena

### Bài viết chọn lọc
- 2013 - Human Occupation and the Environment during the Holocene in the River Cauca Valley, Colombia. The Evidence from Paleobotany and from Soil Studies (with Neil Duncan, Ana María Groot, Pedro Botero, Alejandra Betancourt & Juan Carlos Berrio[8]
- 2006 - Cazando animales en el bestiario cosmológico: el cocodrilo en el suroeste de Colombia y en regiones vecinas del Ecuador (800 A.C. a 500 D.C.)[9]
- 2006 - Estudio de los restos humanos y de fauna del sitio arqueológico Hacienda Malagana (with Gonzalo Correal Urrego, Leonor Herrera & Carlos Armando Rodríguez)[2]
- 1990 - La agricultura y el manejo de la tierra en tiempos prehispánicos[2]
- 1989 - Ornamentos y máscaras de oro dela cultura Ilama, metalurgia del periodo formativo tardio en la cordillera occidental colombiana (with Warwick Bray, Leonor Herrera & Adriana Arias De Hassan)[10]
- 1988 - Textiles arqueológicos del bajo rio San Jorge[11]
- 1981 - Ocupaciones humanas en el Altiplano Cundiboyacense[12]
- 1976 - Investigaciones arqueológicas en la zona de Pubenza, Tocaima, Cundinamarca[13]
- 1974 - Mitología Cuna: Los Kalu según Don Alfonso Díaz Granadas (with Leonor Herrera)[14]